# 器樂搖滾
器樂搖滾（英語：Instrumental rock）是一類強調樂器演奏而無歌唱（或少許）的搖滾樂。器樂搖滾的例子幾乎可以在搖滾的每個子類型中找到，通常來自專注於器樂演奏風格的音樂家們。器樂搖滾在1950年代晚期至1960年代早期最受歡迎，其中包括比爾·多格特重奏（Bill Doggett Combo）、杜安·艾迪、火球樂團、影子樂隊、投機者樂團、強尼和颶風樂團、布克爾·T與M.G.'s樂隊以及點痕樂團。早期的器樂搖滾曲多為衝浪音樂和節奏藍調為主。1970年代的前衛搖滾和藝術搖滾的音樂人如愛默生、雷克與帕瑪、匆促樂團、深紅之王、法蘭克·扎帕、大衛·鮑伊也有不少器樂搖滾作品以及精湛的樂器表演。
1980年代和1990年代，器樂搖滾的代表有喬·沙翠亞尼、英格威·瑪姆斯汀和史提芬·范等獨奏吉他手。2000年代則以如John 5和後搖滾樂團等新型的器樂演奏者領導。